# Lemma di Artin-Rees
In matematica, il lemma di Artin-Rees (o teorema di Artin-Rees) è un teorema della teoria dei moduli su anelli noetheriani. Prende nome da Emil Artin e David Rees, che lo dimostrarono indipendentemente negli anni cinquanta.

## Enunciato
Sia {\displaystyle A} un anello commutativo unitario noetheriano, {\displaystyle I} un ideale di {\displaystyle A}, {\displaystyle E} un {\displaystyle A}-modulo finitamente generato, {\displaystyle (E_{n})} una {\displaystyle I}-filtrazione stabile di {\displaystyle E} (ovvero una successione di sottomoduli di {\displaystyle E} tale che {\displaystyle IE_{n}=E_{n+1}}), {\displaystyle F} un sottomodulo di {\displaystyle E}.
Allora:
1. {\displaystyle (E_{n}\cap F)} è una {\displaystyle I}-filtrazione stabile di {\displaystyle F}.
2. Esiste un {\displaystyle k\geq 0} tale che {\displaystyle I^{n}E\cap F=I^{n-k}(I^{k}E\cap F)} per ogni {\displaystyle n\geq k}

In particolare, le successioni {\displaystyle (I^{n}F)} e {\displaystyle (I^{n}E\cap F)} hanno differenza limitata, ovvero esiste un {\displaystyle k} tale che {\displaystyle I^{n+k}F\subseteq I^{n}E\cap F} e {\displaystyle I^{n+k}E\cap F\subseteq I^{n}\cap F}.

## Conseguenze
La prima conseguenza del lemma di Artin-Rees è che, se {\displaystyle E} è un modulo finitamente generato e {\displaystyle F} un suo sottomodulo, allora la topologia {\displaystyle I}-adica su {\displaystyle F} coincide con la topologia di sottospazio indotta dalla topologia {\displaystyle I}-adica su {\displaystyle E}. Da questo segue che il completamento preserva le successioni esatte di moduli finitamente generati, ovvero che il completamento è un funtore esatto nella categoria dei moduli finitamente generati.
Il lemma di Artin-Rees, inoltre, può essere usato per dimostrare il teorema dell'intersezione di Krull.